# Throscoptilium
Genre
Throscoptilium est un genre de coléoptères de la famille des Ptiliidae.

## Publication originale
- (en) H. S. Barber, « New Ptiliidae related to the smallest known beetle », Proceedings of the Entomological Society of Washington, Washington, Entomological Society of Washington (d), vol. 26,‎ 1924, p. 167-178 (ISSN 0013-8797 et 2378-6477, OCLC 630167895 et 1568029, lire en ligne).